# Љубомир Алексов
Љубомир Алексов (мађ. Alexov Lyubomir, Будимпешта, 26. децембар 1958) српски је просветни и национални радник у Мађарској. Први је представник српске мањине у Народној скупштини Мађарске.

## Биографија
Рођен је у Будимпешти од оца Димитрија и мајке Јулијане, а од рођења живи у Ловри где је завршио ниже разреде српске основне школе. Матурирао је у Српском Ковину, а дипломирао је 1983. године на Филозофском факултету у Будимпешти (Eötvös Loránd Tudományegyetem). Након дипломирања запослио се у средњој школи у Кишкунлацхази где је предавао историју, у периоду од 1983. до 1993. године. Године 1996. ради у пратећој установи министарства просвете задуженој за садржајнији развој јавног образовања. На Техничком универзитету у Будимпешти је 1998. године завршио постдипломске студије. Активан је у друштвеном и политичком животу Срба у Мађарској. Током 1983—1993. године је био члан руководства Демократског савеза Јужних Словена, а од 1990. године је начелник Ловре, и на том положају је био до 2014. године. Био је организациони секретар Српског демократског савеза од 1992. до 1995. године, а од 1995. је потпредсдник Земаљске самоуправе Срба у Мађарској, задужен за образовање. У два мандата је био председник Самоуправе Срба у Мађарској, а од 2014. године је изабран за представника српске народности у Народној скупштини Мађарске.
Ожењен је Милицом Хранислав, са којим има два сина, Предрага и Ненада.